# Pedro Luis Boitel

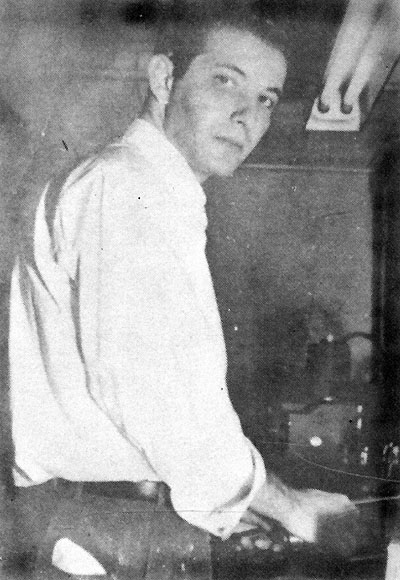
Pedro Luis Boitel

Pedro Luis Boitel (* 1931; † 25. Mai 1972) war ein kubanischer Dissident und politischer Gefangener, der in Haft an den Folgen eines Hungerstreiks starb.

## Leben und politisches Engagement
Boitel stammte aus einer bescheidenen Familie und studierte an der Universität von Havanna und arbeitete auch als Radiotechniker.
Boitel war in der Opposition gegen Batista aktiv und befand sich daher bis zum 1. Januar 1959, als Fulgencio Batista Kuba verließ, im politischen Exil in Venezuela, wo er mit Rómulo Betancourt daran arbeitete, die Militärregierung Marcos Pérez Jiménez  durch die Einrichtung einer geheimen Radiostation in diesem Land zu stürzen.
Boitel kehrte  am 1. Januar 1959 nach Kuba zurück und schrieb sich an der Universität von Havanna ein. Er wurde Präsident der Studentenschaft an der Technischen Fakultät. 
Als er erkannte, dass Fidel Castro Kuba in einen kommunistischen Staat zu verwandeln begann, trat Boitel der geheimen Organisation MRR bei.

## Gerichtsverfahren und Verurteilung
Boitel gewann auch die Wahlen der Studentenschaft der Universität von Havanna. Jedoch wurde der kommunistische Kandidat Rolando Cubelas zum Präsidenten der Studentenschaft ernannt, während Boitel festgenommen und der Verschwörung gegen den Staat angeklagt. 
In einem Schnellverfahren wurde er 1961 für schuldig befunden und zu 10 Jahren Gefängnis verurteilt. 

## Haft und Hungerstreik
Im Gefängnis wurde Boitel gefoltert und  geschlagen. Auch seine Mutter wurde immer wieder gedemütigt, als sie ihn im Gefängnis besuchte. Auch nach Verbüßung seiner Strafe wurde Boitel nicht freigelassen. Am 3. April 1972 erklärte er daher, dass er sich im Hungerstreik befinde, um gegen die unmenschlichen Haftbedingungen der politischen Gefangenen zu protestierten. Am 25. Mai 1972 starb er durch Verhungern.

## Reaktionen auf Boitels Tod
1997 wurde in der Stadt Placetas (Provinz Villa Clara) die Nationale Bewegung für zivilen Widerstand „Pedro Luis Boitel“ gegründet die die Rechte aller Inhaftierten schütze und, die Amnestierung aller politischen Gefangenen erreichen sollte. Durch die Widerstandsbewegung wurden viele Proteste vor diversen Haftanstalten organisiert und  bis 1999 insgesamt 5000 Unterschriften für einer Generalamnestie der politischen Gefangenen gesammelt.

## Sonstiges
Armando Valladares Pérez  war eng mit Pedro Luis Boitel befreundet.